# Itterswiller
Itterswiller est une commune française située dans la circonscription administrative du Bas-Rhin et, depuis le 1er janvier 2021, dans le territoire de la Collectivité européenne d'Alsace, en région Grand Est.
Cette commune se trouve dans la région historique et culturelle d'Alsace.

## Géographie

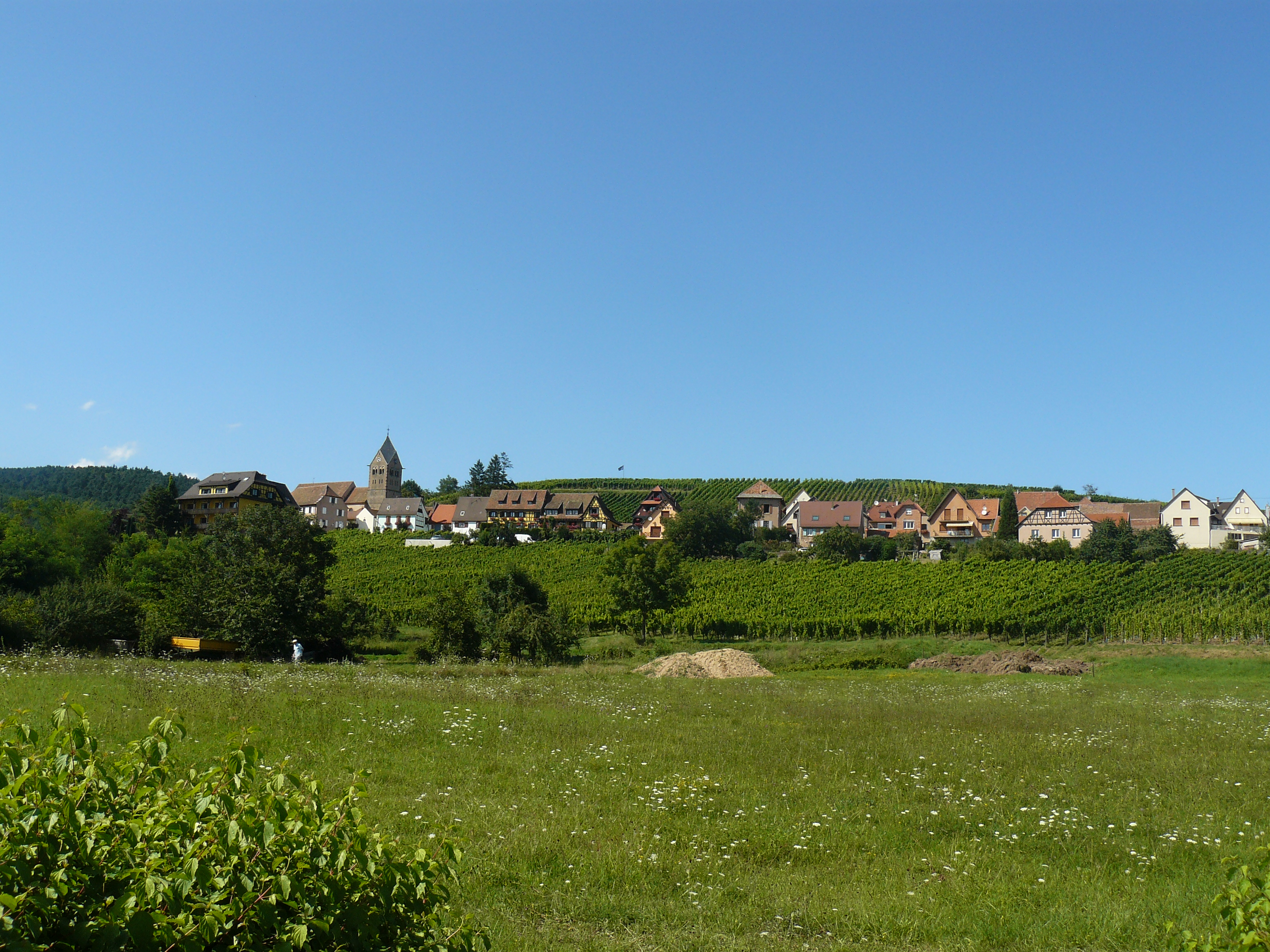
Vue sur le village d'Itterswiller.

Situé au cœur de la route des vins d'Alsace, Itterswiller est un village qui s'étire en longueur au pied d'une colline appelée Emmebuckel, que l'on pourrait traduire par Mont des abeilles. Village viticole et gastronomique, Itterswiller a su mettre en valeur son patrimoine en décorant et en fleurissant ses maisons à colombages, ce qui lui a valu la plus haute distinction pour le concours des villages fleuris, soit quatre fleurs. Itterswiller est la plus petite commune du canton de Barr et de l'arrondissement de Sélestat-Erstein. Le village est traversé par la Véloroute du vignoble d'Alsace (EuroVelo 5).
| Bernardvillé |              | Eichhoffen |
|              | Itterswiller |            |
| Nothalten    |              | Epfig      |

### Cours d'eau
- la Schernetz.

### Hydrographie
La commune est dans le bassin versant du Rhin au sein du bassin Rhin-Meuse. Elle est drainée par le ruisseau Schernetz et le ruisseau Pflintzgraben,.
Le ruisseau Schernetz, d'une longueur de 18 km, prend sa source dans la commune de Reichsfeld et se jette  dans la Scheer à Kertzfeld, après avoir traversé sept communes. 

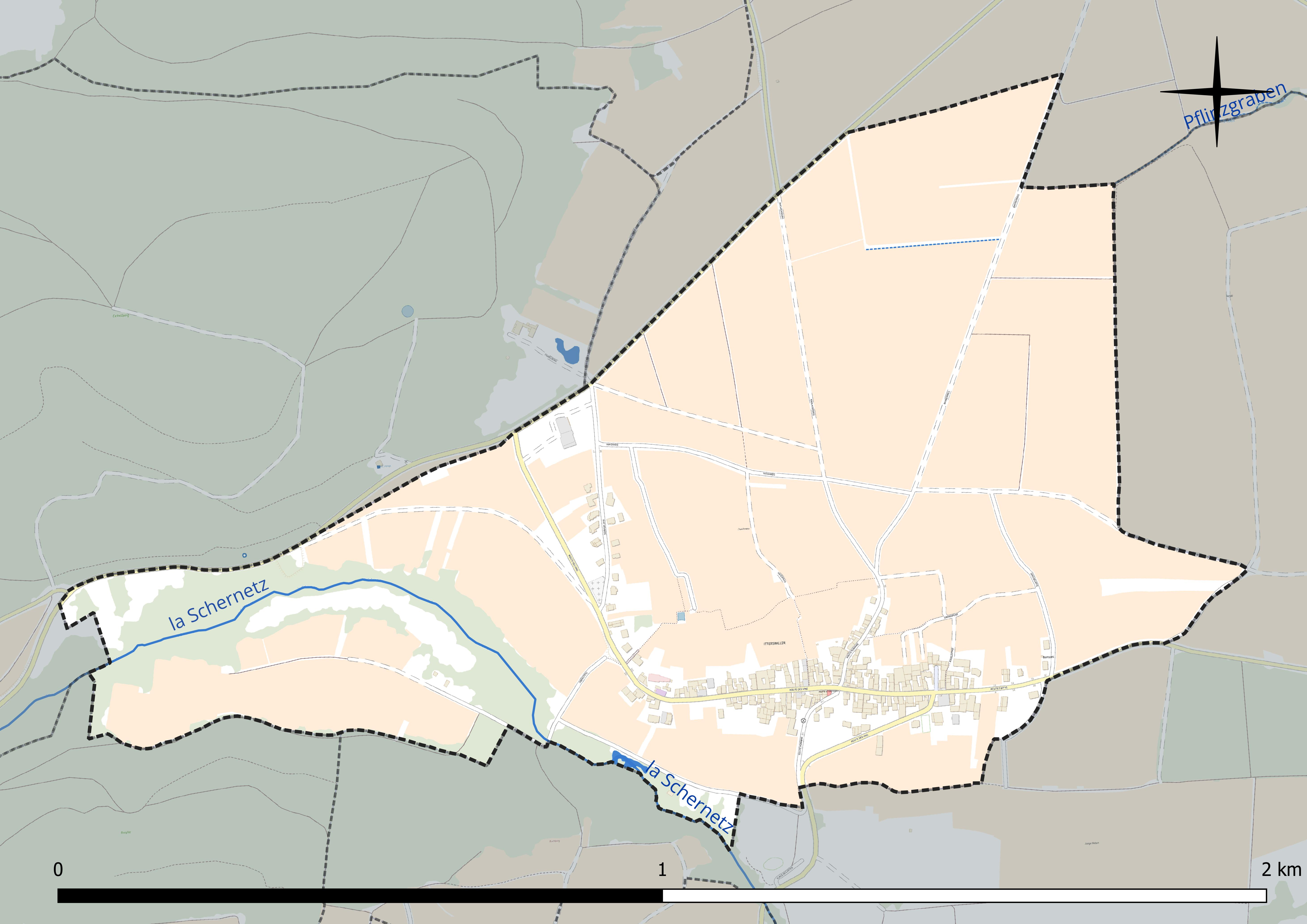
Réseau hydrographique d'Itterswiller.

### Climat
Pour des articles plus généraux, voir Climat du Grand Est et Climat du Bas-Rhin.
En 2010, le climat de la commune est de type climat des marges montargnardes, selon une étude du Centre national de la recherche scientifique s'appuyant sur une série de données couvrant la période 1971-2000. En 2020, Météo-France publie une typologie des climats de la France métropolitaine dans laquelle la commune est exposée à un climat semi-continental et est dans la région climatique  Vosges, caractérisée par une pluviométrie très élevée (1 500 à 2 000 mm/an) en toutes saisons et un hiver rude (moins de 1 °C). 
Pour la période 1971-2000, la température annuelle moyenne est de 10,4 °C, avec une amplitude thermique annuelle de 17,6 °C. Le cumul annuel moyen de précipitations est de 677 mm, avec 8,5 jours de précipitations en janvier et 9,8 jours en juillet. Pour la période 1991-2020, la température moyenne annuelle observée sur la station météorologique de Météo-France la plus proche, « Le Hohwald_sapc », sur la commune du Hohwald à 9 km à vol d'oiseau, est de 8,8 °C et le cumul annuel moyen de précipitations est de 1 129,1 mm. 
La température maximale relevée sur cette station est de 35,6 °C, atteinte le 25 juillet 2019 ; la température minimale est de −20,5 °C, atteinte le 7 février 1991,,. 
Les paramètres climatiques de la commune ont été estimés pour le milieu du siècle (2041-2070) selon différents scénarios d'émission de gaz à effet de serre à partir des nouvelles projections climatiques de référence DRIAS-2020. Ils sont consultables sur un site dédié publié par Météo-France en novembre 2022.

## Urbanisme

### Typologie
Au 1er janvier 2024, Itterswiller est catégorisée commune rurale à habitat dispersé, selon la nouvelle grille communale de densité à sept niveaux définie par l'Insee en 2022.
Elle est située hors unité urbaine et hors attraction des villes,.

### Occupation des sols
L'occupation des sols de la commune, telle qu'elle ressort de la base de données européenne d’occupation biophysique des sols Corine Land Cover (CLC), est marquée par l'importance des territoires agricoles (70,5 % en 2018), une proportion identique à celle de 1990 (70,5 %). La répartition détaillée en 2018 est la suivante : 
cultures permanentes (69,4 %), zones urbanisées (22,3 %), forêts (7,2 %), zones agricoles hétérogènes (1,1 %). L'évolution de l’occupation des sols de la commune et de ses infrastructures peut être observée sur les différentes représentations cartographiques du territoire : la carte de Cassini (XVIIIe siècle), la carte d'état-major (1820-1866) et les cartes ou photos aériennes de l'IGN pour la période actuelle (1950 à aujourd'hui).

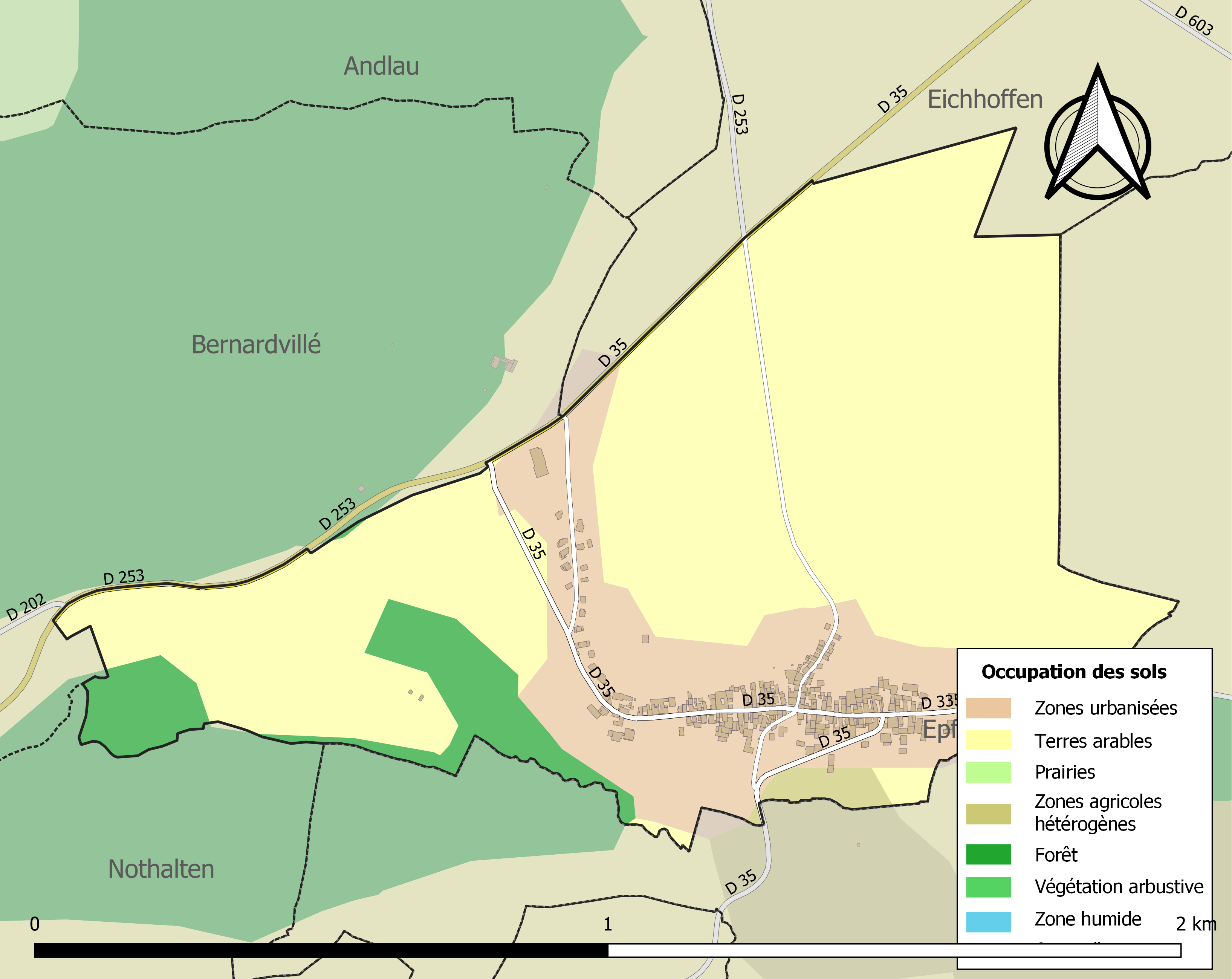
Carte des infrastructures et de l'occupation des sols de la commune en 2018 (CLC).

## Toponymie
Le nom de la commune provient peut-être de l'anthroponyme germanique Ither et du latin villa = ferme. 

Uhterswiller (1179), Ittersveiler (1793).

## Histoire
Itterswiller  déjà occupé à l'époque romaine se nommait Itineris Villa dont les romains ont été les premiers à y introduire la vigne.Mentionné officiellement pour la première fois au XIIe siècle, le village est administré sous la domination de l'évêque de Strasbourg et des seigneurs d'Andlau. Au XVIIe siècle le village est détruit par les Suédois. Pour célébrer ce triste anniversaire, une croix fut érigée qui est détruite en 1836. La commune possède de nombreuses ruches sur la montagne qui domine le village dont une rue appelée rue du Mont-des-Abeilles perpétue le souvenir. À partir du XXe siècle, outre sa spécificité viticole, le village renforce son tourisme. Village touristique par excellence, Itterswiller possède de nombreuses caves viticoles et des restaurants qui font le plein pendant la belle saison.

### Héraldique
| Blason de Itterswiller | Blason  | D'azur à saint Rémi de carnation, debout et de profil, vêtu pontificalement d'argent et d'or, recevant la Sainte ampoule du même d'une colombe aussi d'argent mouvant d'une nuée aussi d'or du canton dextre du chef. |
| Blason de Itterswiller | Détails | |

## Politique et administration
| Période                                  | Période                   | Identité                                        | Étiquette | Qualité     |
| ---------------------------------------- | ------------------------- | ----------------------------------------------- | --------- | ----------- |
| mars 2001                                | 2008                      | Robert Keller                                   |           |             |
| mars 2008                                | En cours (au 31 mai 2020) | Vincent Kieffer, Réélu pour le mandat 2020-2026 |           | Agriculteur |
| Les données manquantes sont à compléter. |                           |                                                 |           |             |

## Démographie
L'évolution du nombre d'habitants est connue à travers les recensements de la population effectués dans la commune depuis 1793. Pour les communes de moins de 10 000 habitants, une enquête de recensement portant sur toute la population est réalisée tous les cinq ans, les populations de référence des années intermédiaires étant quant à elles estimées par interpolation ou extrapolation. Pour la commune, le premier recensement exhaustif entrant dans le cadre du nouveau dispositif a été réalisé en 2006.

En 2022, la commune comptait 218 habitants, en évolution de −9,92 % par rapport à 2016 (Bas-Rhin : +3,17 %, France hors Mayotte : +2,11 %).
| 1793 | 1800 | 1806 | 1821 | 1831 | 1836 | 1841 | 1846 | 1851 |
| ---- | ---- | ---- | ---- | ---- | ---- | ---- | ---- | ---- |
| 383  | 422  | 409  | 439  | 484  | 511  | 498  | 490  | 483  |

| 1856 | 1861 | 1866 | 1871 | 1875 | 1880 | 1885 | 1890 | 1895 |
| ---- | ---- | ---- | ---- | ---- | ---- | ---- | ---- | ---- |
| 478  | 485  | 491  | 489  | 467  | 469  | 472  | 418  | 399  |

| 1900 | 1905 | 1910 | 1921 | 1926 | 1931 | 1936 | 1946 | 1954 |
| ---- | ---- | ---- | ---- | ---- | ---- | ---- | ---- | ---- |
| 418  | 394  | 394  | 341  | 320  | 319  | 316  | 315  | 269  |

| 1962 | 1968 | 1975 | 1982 | 1990 | 1999 | 2006 | 2011 | 2016 |
| ---- | ---- | ---- | ---- | ---- | ---- | ---- | ---- | ---- |
| 283  | 300  | 305  | 262  | 248  | 270  | 275  | 263  | 242  |

| 2021 | 2022 | - | - | - | - | - | - | - |
| ---- | ---- | - | - | - | - | - | - | - |
| 224  | 218  | - | - | - | - | - | - | - |

## Lieux et monuments

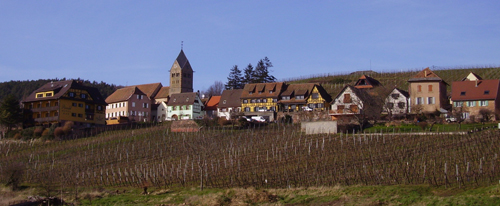
Vue de l'église Saint-Rémi.

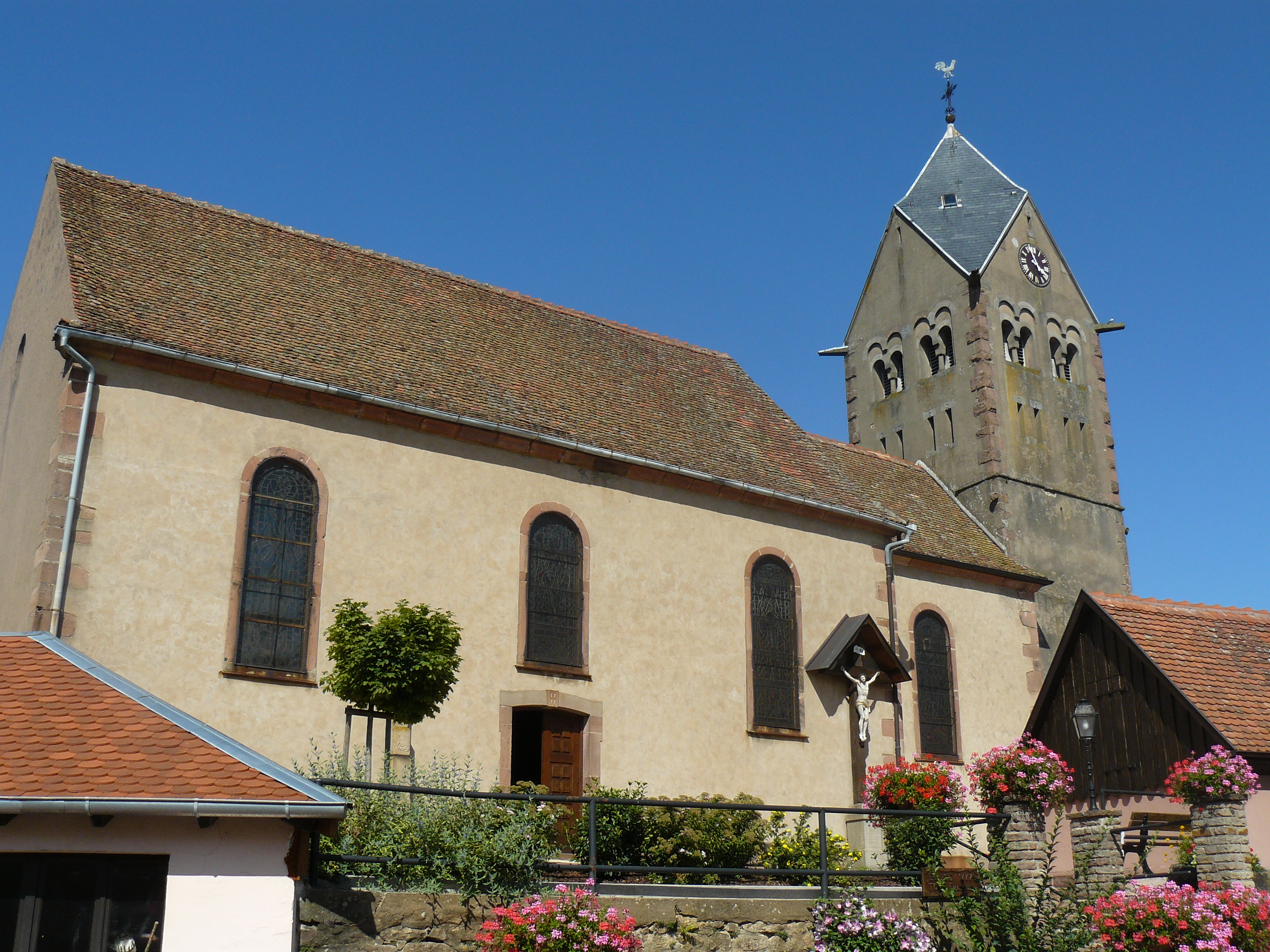
Église Saint-Rémi.

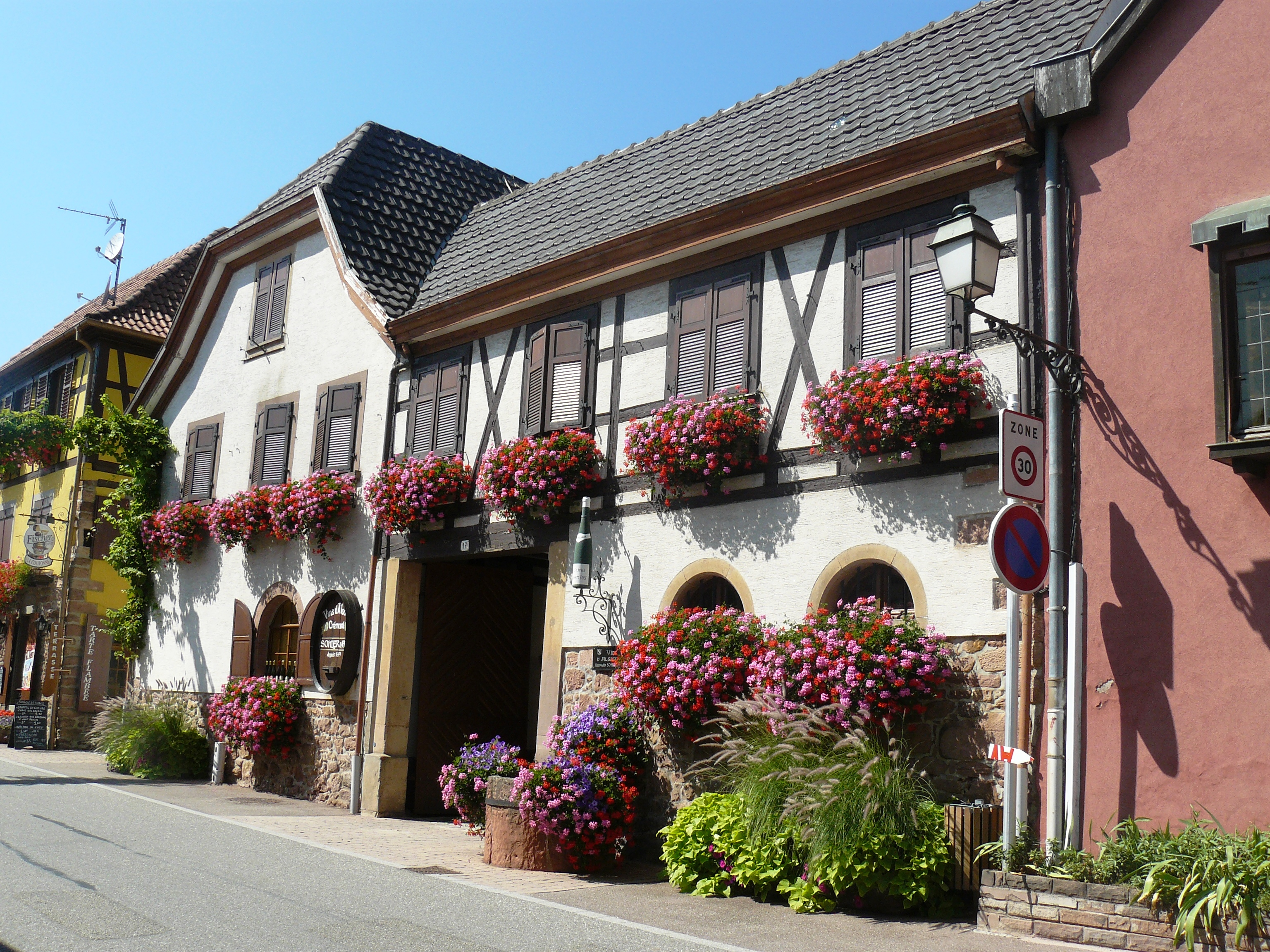
Maisons à colombages transformées en caves vinicoles.

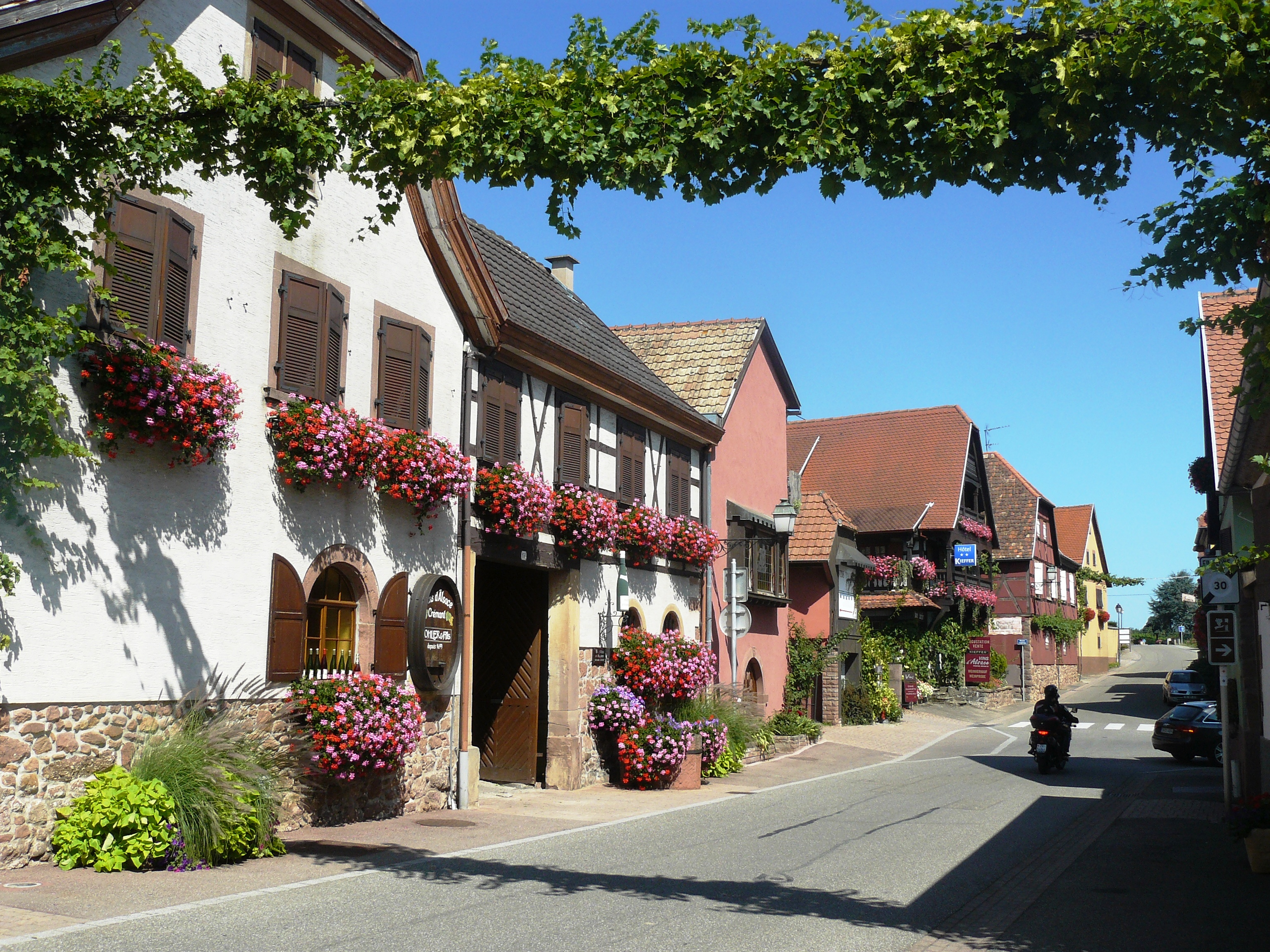
La rue principale d'Itterswiller et ses maisons à colombages.

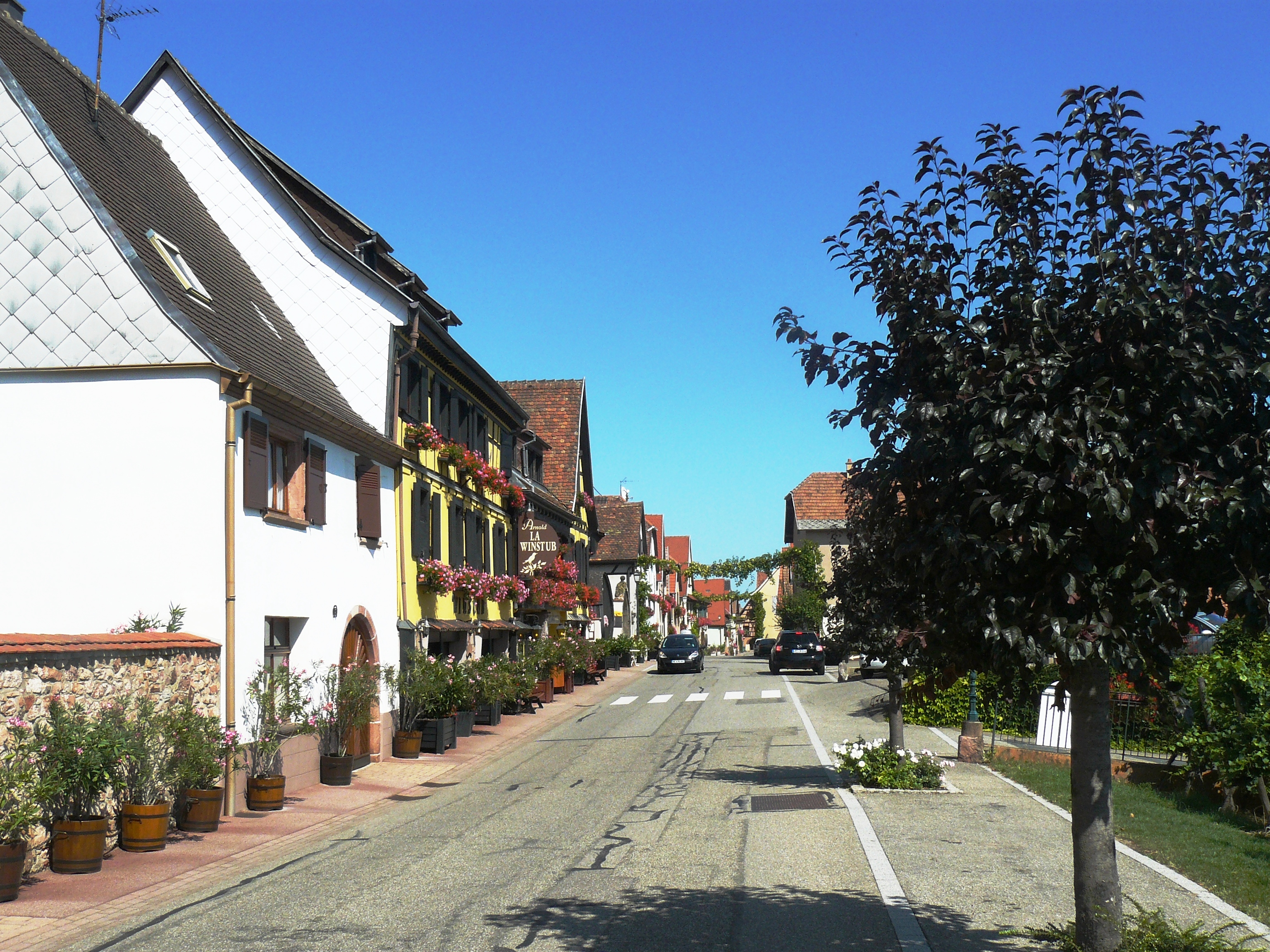
La rue principale du village et ses nombreuses caves viticoles et restaurants.

### Église Saint-Rémi
L'église possède une tour chœur remaniée dont les trois niveaux inférieurs datent du XIIe siècle et d'où un homme et des béliers vous observent. Mentionnée en 1321, l'église fut reconstruite en 1777.
En 1919, la partie supérieure fut reconstruite et surélevée dans le style néo-roman. Le clocher roman sur trois niveaux inférieurs fut surmonté par deux étages néo-romans.  Le toit en bâtière fut remplacé par un toit rhomboïdal d'inspiration allemande. Le chœur primitif situé sur la tour s'inséra entre la nef et la tour. La sacristie, accolée au mur oriental, est plus récente. À l'intérieur de la tour, une peinture murale du XIVe siècle représente le Jugement dernier. Sur la tour, à l'extérieur on aperçoit, des sculptures de la deuxième moitié du XIIe siècle, et à l'intérieur de ce qui fait office de chœur, on peut admirer en outre une peinture murale du XIVe siècle. La tour, y compris la peinture, est inscrite depuis le 9 mai 1988 à l'inventaire des Monuments historiques. Le bâtiment appartient à la commune et des travaux de restauration  du clocher sont actuellement à l'étude avec le concours des Monuments historiques pour éliminer les traces de salissures sur les enduits, provenant d'une prolifération cryptogamique. Au niveau supérieur se trouvent les trois cloches du beffroi, coulées après la Première Guerre mondiale. Le décor est richement affirmé. On y constate vingt cinq figures de saints et de saintes.

### Reliquaire (1667)
Reliquaire, de style baroque, fut offert à l'église par l'abbesse d'Andlau, Marie Cunégonde de Berodingen, dont les armoiries sont visibles sur le médaillon central en cire. Il contient les reliques de huit saints dont deux non identifiés.

### Chapiteau (XIIesiècle)
Ce chapiteau visible 72 route du Vin, dans le cellier d'une ancienne maison, provient vraisemblablement de l'église Sainte-Catherine rattachée à l'ancien prieuré d'Augustin d'Ittenwiller, à Saint-Pierre.

## Tourisme
Située au cœur de la route des vins, la commune d'Itterswiller a créé en 2015 le film  « À la découverte d'Itterswiller, au cœur de l'Alsace ! », pour découvrir toutes les merveilles de ce typique village alsacien.
Le panorama, le terroir, les habitants et commerçants du village y sont mis à l'honneur.

## Jumelages
Le 5 octobre 1975 : jumelage entre l'île de Bréhat (Bretagne) et Itterswiller. Depuis cette date, l'île de beauté et le mont des abeilles entretiennent des liens très soutenus.

## Personnalités originaires du village
- Père Eugène Sirlinger (1887-1978), missionnaire en Afrique.

## La communauté juive
Itterswiller a possédé autrefois une communauté juive assez importante, au point qu’en 1841 on y a construit une synagogue et que de 1854 à 1867 la commune a été le siège d’un rabbinat ; puis le nombre de résidents juifs a décliné : en 1936 ils n’étaient plus que 19. 12 d'entre eux meurent dans la Shoah et seuls 4 juifs résident à Itterswiller en 1953. Le minyan n’étant plus atteint, la synagogue a fini par être vendue.